# Richard Schweizer
Richard Schweizer (23 de dezembro de 1900 - 30 de março de 1965) foi um roteirista suíço. Ele ganhou o Oscar de melhor roteiro original pelo filme Marie-Louise (1944), bem como o Oscar de melhor história original em 1948 por seu trabalho em Perdidos na Tormenta. Schweizer também dirigiu o filme Kleine Scheidegg (1937).

## Filmografia selecionada
Diretor
- Kleine Scheidegg (1937)

Roteirista
- Füsilier Wipf (1938)
- Constable Studer (1939)
- Gilberte de Courgenay (1942)
- Marie-Louise (1944)
- The Search (1948)
- Swiss Tour (1949)
- Heidi (1952)
- Uli the Tenant (1955)
- The Cheese Factory in the Hamlet (1958)